# Nabi Tajima
Nabi Tajima (田島 ナ ビ Tajima Nabi ?, Prefectura de Kagoshima, 4 d'agost de 1900 - 21 d'abril de 2018) fou una dona supercentenària japonesa que va morir amb 117 anys i 260 dies, sent la persona viva més anciana del món després de la mort de Violet Brown, el 15 de setembre de 2017. A més, des del 31 d'agost de 2017 fins al 18 de setembre de 2020 va ser l'asiàtica més longeva de la història, i des del 22 de març de 2018 fins al 18 de setembre de 2020 la tercera persona més longeva de la història, darrere de la francesa Jeanne Calment i la nord-americana Sarah Knauss, fins que la va superar en edat la també japosesa Kane Tanaka.
Nabi Tajima va ser la darrera persona viva verificada nascuda al segle xix, i la més longeva que ha viscut en tres segles diferents.
Tajima va néixer a Araki, llavors el poble de Wan, a la part més occidental de l'illa de Kikaijima, a la prefectura de Kagoshima. Va residir a Kikai, que es troba a la mateixa illa a la prefectura de Kagoshima. Va tenir nou fills (set homes i dues dones), 28 nets, 56 besnets i 35 rebesnets.